# Triple helix

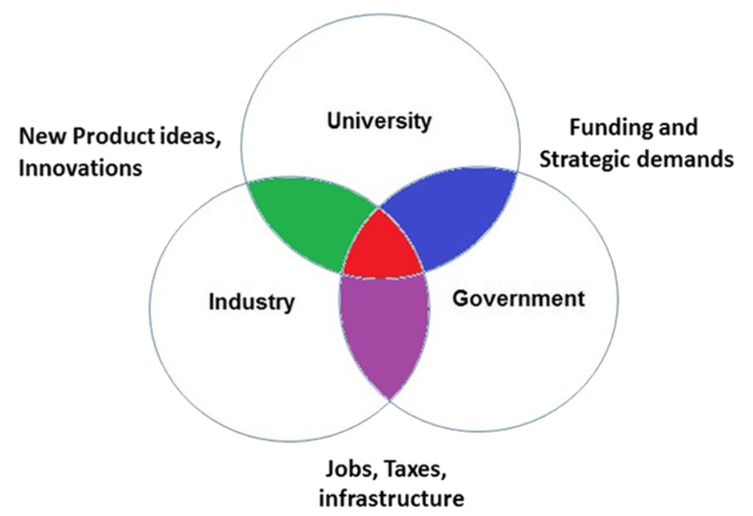
Model Triple Helix.

Triple helix je model, který je společně s dalšími typy multihelixů doporučován jako mechanismus, kvůli kterému jsou národy schopny udržovat a rozšiřovat inovativní ekonomiky, které přináší lepší dopad na celkové ekonomické výsledky.
V rámci inovativních procesů se model triple helix zakládá na spolupráci univerzit, podniků a vlády. V rámci procesu hospodářského rozvoje není důležité, aby subjekty byly samostatně silné, ale hlavně na tom, jak společnou spolupráci dosahují stanovených strategických cílů. Důsledkem silné vzájemné spolupráce mezi subjekty je vznik vědeckých parků, klastrů a koncentrací odborníků v jednotlivých vědeckých oblastech.
Na obrázku je znázorněn model triple helix s jednotlivými subjekty, jejichž pole působnosti se překrývají a vzniká spolupráce. Model znázorňuje, kde dochází k překrývání působností a k jednotlivým interakcím, ale zároveň znázorňuje část, kde si subjekty udržují nezávislý statut.

## Modely spolupráce triple helix

### Model 1
Uzavřený model triple helix, který se vyskytoval v SSSR a jiných socialistických zemích. V tomto modelu má vláda pozici nejvyššího arbitra mezi univerzitami a podniky. Model se vyznačuje izolací od zbytku světa, což zapříčiňuje absence tržního mechanismu a v důsledku vede k velmi nízké účinnosti inovačních návrhů.

### Model 2
Tento model triple helix se zakládá na faktu, že každý ze subjektů je zcela nezávislý. Zboží a služby jsou poskytovány na základě smlouvy a za účelem zisku. V tomto modelu existuje „neviditelná ruka trhu“, která je součástí klasické ekonomické teorie, kterou přednesl Adam Smith. Ekonomové řídící se touto teorii nepočítají se selháním trhu. Tento model v praxi nemůže existovat.

### Model 3
V tomto modelu dochází k překrývání působnosti jednotlivých subjektů. V překrývání působnosti vzniká spolupráce mezi subjekty. Na tomto modelu funguje triple helix. 

## Rozšířené modely triple helix
V současné době[kdy?] existuje více modelů, které rozšířily původní model triple helix. Jedná se o quadruple helix a quintuple helix.

### Quadruple helix
Jedná se o model, který krom subjektů univerzit, podniků a vlády přivádí čtvrtý subjekt společnosti. Společnost vstupuje do modelu jako subjekt založený na mediích a kultuře. Aby došlo k úspěšnému dosažení cílů, je dle tohoto modelu důležité uznat podstatnou roli společnosti. Inovační politika v tomto modelu je prezentována médii široké veřejnosti s dostatečným vysvětlením. Společnost je ovlivňována kulturou, která jí může v určité míře napomoci pochopit důležitost podpory investování do inovativních řešení, jako je výzkum a vývoj.

### Quintuple helix
Tento model je rozšířen o přírodní aspekt. Model je soustředěn na otázku „Jaký je vztah mezi inovacemi a životním prostředím?“. Jedná se tedy o model zaměřený na udržitelný rozvoj a inovace.